# 小行星9882
小行星9882（英語：9882 Stallman）是一颗围绕太阳公转的小行星。1994年9月28日，太空监视在基特峰发现了此天体。
这颗小行星的绝对星等为156.40051等。